# Komenda Rejonu Uzupełnień Złoczów

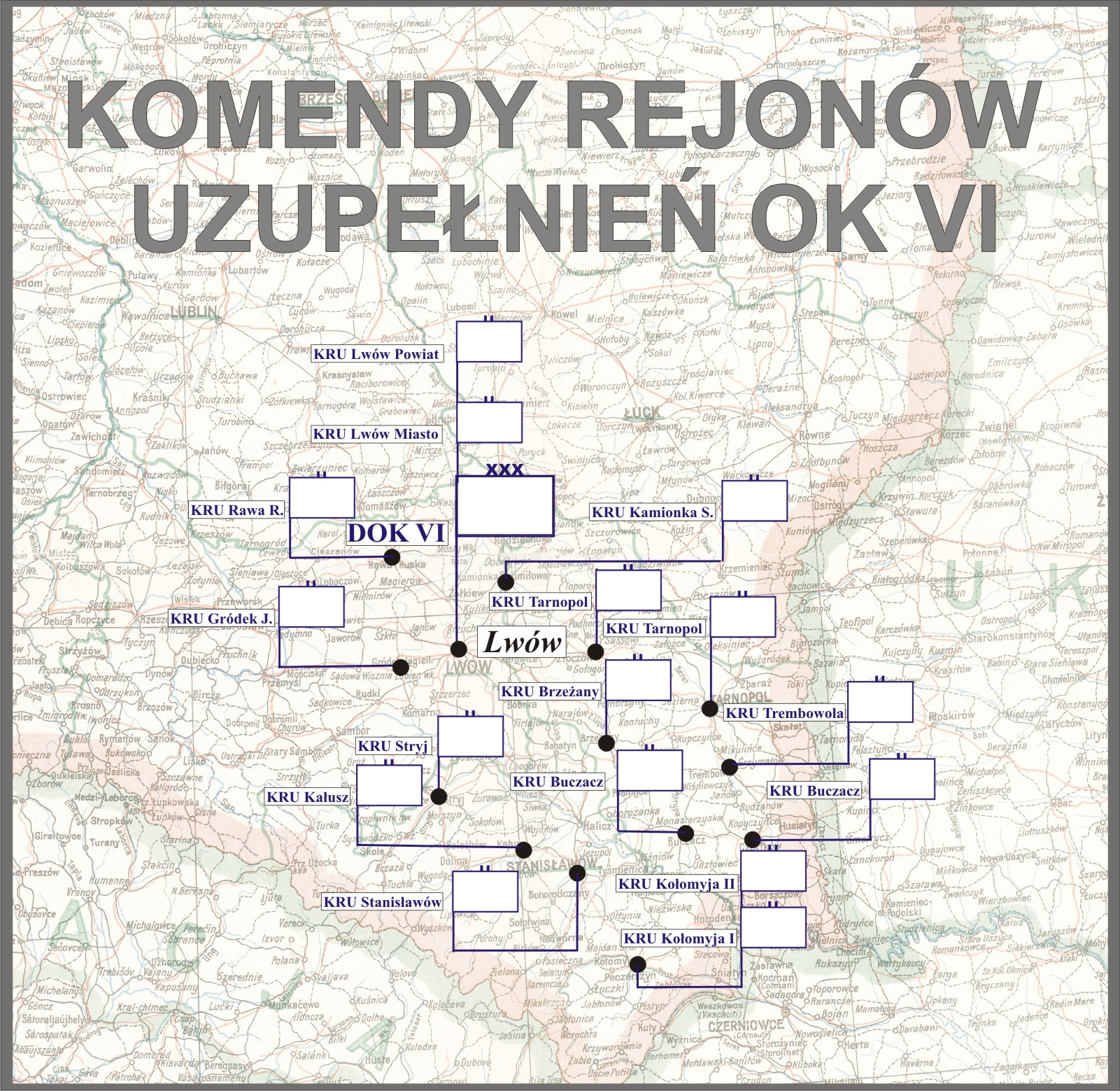
Komendy rejonów uzupełnień DOK VI

Komenda Rejonu Uzupełnień Złoczów (KRU Złoczów) – organ wojskowy właściwy w sprawach uzupełnień Sił Zbrojnych II Rzeczypospolitej i administracji rezerw w powierzonym mu rejonie.

## Historia komendy
12 czerwca 1919 roku minister spraw wojskowych rozkazem D.M.O 3314.IV zarządził utworzenie Powiatowej Komendy Uzupełnień Złoczów z czasową siedzibą we Lwowie i podporządkował ją Okręgowej Komendzie Uzupełnień we Lwowie. PKU Złoczów obejmowała powiaty: brodzki, kamionecki, zborowski i złoczowski.
W latach 1920–1921 PKU 52 pp była podporządkowana Dowództwu Okręgu Generalnego „Lwów” i obejmowała swoją właściwością powiaty: brodzki, kamionecki, radziechowski, zborowski i złoczowski.
Z dniem 1 czerwca 1922 roku została zlikwidowana gospoda inwalidzka przy PKU Złoczów.
W marcu 1930 roku PKU Złoczów była nadal podporządkowana Dowództwu Okręgu Korpusu Nr VI we Lwowie i administrowała powiatami: złoczowskim, zborowskim i przemyślańskim. W grudniu tego roku komenda posiadała skład osobowy typ I.
Z dniem 1 grudnia 1934 roku minister spraw wojskowych wyłączył powiat przemyślański z PKU Złoczów i przyłączył do PKU Lwów Powiat oraz wyłączył powiat brodzki z PKU Kamionka Strumiłowa i przyłączył do PKU Złoczów.
1 lipca 1938 roku weszła w życie nowa organizacja służby poborowej, zgodnie z którą dotychczasowa PKU Złoczów została przemianowana na Komendę Rejonu Uzupełnień Złoczów przy czym nazwa ta zaczęła obowiązywać 1 września 1938 roku, z chwilą wejścia w życie ustawy z dnia 9 kwietnia 1938 roku o powszechnym obowiązku wojskowym.
Komendant Rejonu Uzupełnień w sprawach dotyczących uzupełnień Sił Zbrojnych i administracji rezerw podlegał bezpośrednio dowódcy Okręgu Korpusu Nr VI. Rejon uzupełnień nie uległ zmianie i nadal obejmował powiaty: brodzki, zborowski i złoczowski.
W planie mobilizacyjnym „W” KRU Złoczów nie została obciążona zadaniami mobilizacyjnymi. W czasie mobilizacji pozostawała na etacie pokojowym, a w czasie wojny przynależała pod względem ewidencji i uzupełnień do Ośrodka Zapasowego 5 Dywizji Piechoty.

## Obsada personalna

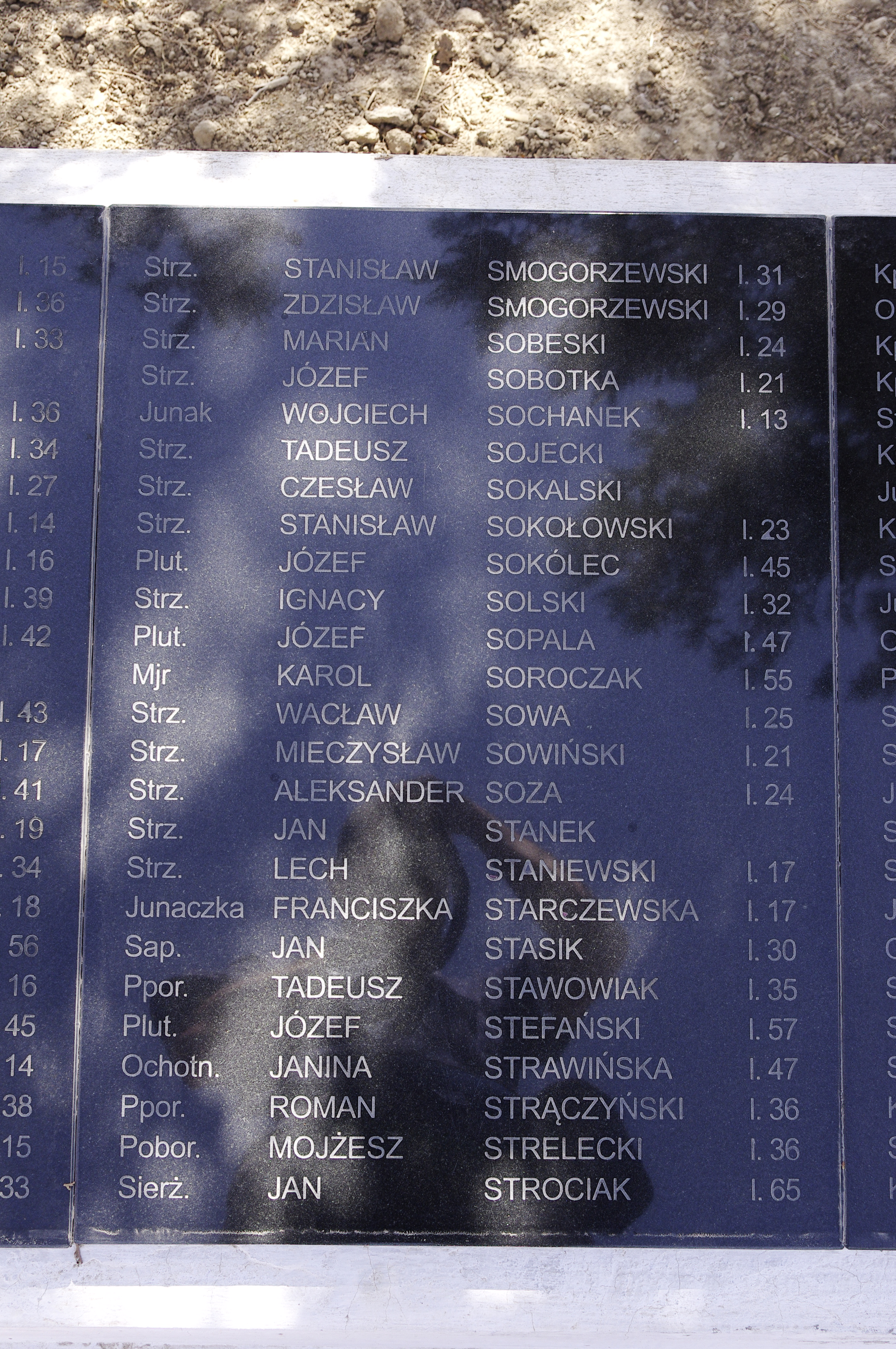
Tablica upamiętniająca mjr. Karola Władysława Soroczaka na terenie cmentarza wojennego w Gʻuzor

Poniżej przedstawiono wykaz oficerów zajmujących stanowisko komendanta Powiatowej Komendy Uzupełnień i komendanta rejonu uzupełnień oraz wykaz osób funkcyjnych (oficerów i urzędników wojskowych) pełniących służbę w PKU i KRU Złoczów, z uwzględnieniem najważniejszych zmian organizacyjnych przeprowadzonych w 1926 i 1938 roku.
| Komendanci                              | Komendanci              | Komendanci                       |
| --------------------------------------- | ----------------------- | -------------------------------- |
| stopień, imię i nazwisko                | okres pełnienia funkcji | kolejne stanowisko (dalsze losy) |
| płk Stanisław Niedzielski               | od 12 VI 1919           |                                  |
| mjr / ppłk piech. Antoni Schmied        | 1923 – II 1926          | dyspozycja dowódcy OK VI         |
| mjr żand. Jan Mieczysław Zborucki       | II 1926 – I 1929        | komendant PKU Warszawa Miasto IV |
| ppłk piech. Józef Maciej Lewicki        | III 1929 – 28 II 1930   | stan spoczynku                   |
| mjr piech. Adolf Skorwid                | IX 1930 – VII 1935      | dyspozycja dowódcy OK VI         |
| mjr piech. Sylwester Korwin-Kruczkowski | VIII 1935 – 1939        |                                  |

| Obsada pozostałych stanowisk funkcyjnych PKU w latach 1921–1925 | Obsada pozostałych stanowisk funkcyjnych PKU w latach 1921–1925 | Obsada pozostałych stanowisk funkcyjnych PKU w latach 1921–1925 | Obsada pozostałych stanowisk funkcyjnych PKU w latach 1921–1925 |
| --------------------------------------------------------------- | --------------------------------------------------------------- | --------------------------------------------------------------- | --------------------------------------------------------------- |
| I referent                                                      | por. / kpt. piech. Józef Alojzy Pietraszek                      | 1923 – 1924                                                     |                                                                 |
| I referent                                                      | mjr piech. Karol Władysław Soroczak                             | od VI 1925                                                      |                                                                 |
| II referent                                                     | urzędnik wojsk. XI rangi / por. kanc. Józef Starak              | 1923 – 1924                                                     |                                                                 |
| oficer instrukcyjny                                             | por. piech. Włodzimierz Danhoffer                               | 1923 – I 1924                                                   | 52 pp                                                           |
| oficer instrukcyjny                                             | por. / kpt. piech. Stanisław Młyński                            | od I 1924                                                       |                                                                 |
| oficer ewidencyjny na pow. przemyślański                        | urzędnik wojsk. X rangi Rudolf Rzeźniczek                       | do I 1923                                                       | OE Bielsk PKU Biała Bielsko                                     |
| oficer ewidencyjny na pow. przemyślański                        | urzędnik wojsk. XI rangi / por. kanc. Witold Patykowski         | od 1 VI 1923                                                    |                                                                 |
| oficer ewidencyjny na pow. zborowski                            | urzędnik wojsk. X rangi Wincenty Rożniatowski                   | do 1 XII 1922                                                   | OE Miechów PKU Miechów                                          |
| oficer ewidencyjny na pow. zborowski                            | por. piech. Andrzej Jarski                                      | do V 1923                                                       | I referent PKU Buczacz                                          |
| oficer ewidencyjny na pow. zborowski                            | urzędnik wojsk. X rangi Józef Kozak                             | V – 1 IX 1923                                                   | OE Września PKU Gniezno                                         |
| oficer ewidencyjny na pow. zborowski                            | por. kanc. Jan Ostrowski                                        | IX – XII 1923                                                   | kier. kanc. Inspektoratu Armii Nr V                             |
| oficer ewidencyjny na pow. zborowski                            | por. san. Ludwik Józef Chrobak                                  | od XII 1923                                                     |                                                                 |
| oficer ewidencyjny na pow. złoczowski                           | kpt. kanc. Ludwik Józef Chrobak                                 | 1924 – IV 1925                                                  | II referent PKU Łuck                                            |
| Obsada pozostałych stanowisk funkcyjnych PKU w latach 1926–1938 |                                                                 |                                                                 |                                                                 |
| kierownik I referatu administracji rezerw i zastępca komendanta | mjr piech. Karol Władysław Soroczak                             | II 1926 – III 1929                                              | dyspozycja dowódcy OK VI                                        |
| kierownik I referatu administracji rezerw i zastępca komendanta | mjr piech. Adolf Skorwid                                        | III 1929 – IX 1930                                              | komendant PKU                                                   |
| kierownik I referatu administracji rezerw i zastępca komendanta | kpt. piech. Kazimierz Gottwald                                  | był w 1932 – VI 1938                                            | kierownik I referatu KRU                                        |
| kierownik II referatu poborowego                                | kpt. piech. Józef Alojzy Pietraszek                             | II 1926 – IX 1930                                               | kierownik I referatu PKU Nowogródek                             |
| kierownik II referatu poborowego                                | kpt. piech. Kazimierz Gottwald                                  | IX 1930 – ?                                                     | kierownik I referatu                                            |
| kierownik II referatu poborowego                                | por. piech. Henryk Ścigalski                                    | był w 1932 – VI 1938                                            | kierownik II referatu KRU                                       |
| referent                                                        | kpt. kanc. Julian Rogalski                                      | II 1926 – VI 1930                                               | praktyka sądowa w WSO nr VIII                                   |
| referent                                                        | por. piech. Henryk Ścigalski                                    | III 1930 – ?                                                    | kierownik II referatu                                           |
| Obsada pozostałych stanowisk funkcyjnych KRU w latach 1938–1939 |                                                                 |                                                                 |                                                                 |
| kierownik I referatu ewidencji                                  | kpt. adm. (piech.) Kazimierz Gottwald                           | 1938 – 1939                                                     |                                                                 |
| kierownik II referatu uzupełnień                                | por. / kpt. adm. (piech.) Henryk Ścigalski                      | 1938 – 1939                                                     |                                                                 |